# Маріка рудокрила
Ма́ріка рудокрила (Cinnyris rufipennis) — вид горобцеподібних птахів родини нектаркових (Nectariniidae). Ендемік Танзанії.

## Опис
Довжина птаха становить 12 см. У самців верхня частина тіла і голова темно-сині, металево-блискучі, на шиї бронзовий відтінок, на грудях синьо-червоний "комірець". У самиць верхня частина тіла тьмяно-сіро-коричнева, нижня частина тіла святліша. на грудях смужки. Крила у самців і самиць руді.

## Поширення і екологія
Рудокрилі маріки мешкають в горах Удзунгва. Вони живуть у вологих гірських тропічних лісах. Гніздяться на висоті від 1300 до 1850 м над рівнем моря, в негніздовий період мігрують в долини, на висоту 600 м над рівнем моря.

## Збереження
МСОП класифікує цей вид як вразливий. За оцінками дослідників, популяція рудокрилих марік становить близько 6850 птахів. Їм загрожує знищення природного середовища.